# Chezelles (Indre i Loara)
Chezelles – miejscowość i gmina we Francji, w Regionie Centralnym, w departamencie Indre i Loara.
Według danych na rok 1990 gminę zamieszkiwały 144 osoby, a gęstość zaludnienia wynosiła 9 osób/km² (wśród 1842 gmin Regionu Centralnego Chezelles plasuje się na 993. miejscu pod względem liczby ludności, natomiast pod względem powierzchni na miejscu 835.).